# José de Salamanca y Mayol
José María de Salamanca y Mayol (Málaga, 23 de mayo de 1811-Carabanchel Bajo, 21 de enero de 1883), i marqués de Salamanca y i conde de los Llanos con Grandeza de España, fue un influyente estadista, destacada figura aristócrata y social y el más importante hombre de negocios durante el reinado de Isabel II de España. Pionero de la inversión ferroviaria, banca y bolsa e inmobiliaria en España en el siglo XIX; socio y persona de confianza en los negocios de María Cristina de Borbón y del duque de Riánsares. Probablemente llegó a poseer, en sus mejores momentos, la mayor fortuna de España.

## Biografía

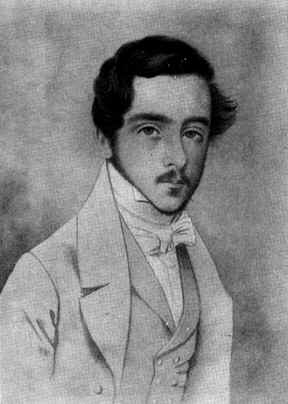
Retrato de José de Salamanca durante su juventud.

Nacido en Málaga en 1811, fue hijo del médico José María de Salamanca y Paz (1780-?) y María Polonia Mayol y Baso (1787-?). Cursó estudios de Filosofía y Letras y Derecho en el Real Colegio Mayor de San Bartolomé y Santiago de Granada, licenciándose en 1828. En Granada entró en contacto con los círculos liberales contrarios a Fernando VII. En 1831, durante la década ominosa, asistió a la condena a muerte de Mariana Pineda e intermedió, sin éxito, para lograr el indulto al general Torrijos tras su desembarco en Málaga. En 1833 logró, por mediación de su padre con Cea Bermúdez, presidente del Consejo de Ministros e isabelino, la alcaldía mayor de Monóvar. Con la adhesión a la regencia de María Cristina de Borbón fue nombrado en 1835 primer juez de instrucción en Vera y contrajo matrimonio con Petronila Livermore Salas. Junto a su cuñado, el influyente industrial malagueño Manuel Agustín Heredia, participó a lo largo de su vida en numerosos negocios. 
Establecido en Madrid en 1836 Salamanca desarrolló un gran talento para los negocios, que le reportaron a lo largo de su vida grandes alegrías y también momentos difíciles. En la capital amplió su círculo social con la burguesía financiera con la que emprendió negocios. Su entrada en la política nacional tiene lugar en las Cortes Constituyentes de 1836 tras el triunfo progresista del motín de La Granja, cuando es elegido diputado por la provincia de Málaga. José de Salamanca fue elegido diputado a Cortes diecinueve veces durante las agitadas circunstancias políticas que caracterizaron el siglo XIX, de 1836 a 1881.
Asociado a Manuel Agustín Heredia y otros importantes inversores como los representantes en España de los Rothschild realiza importantes compras de Deuda Pública, préstamos al Tesoro. En 1841, durante un viaje a París para lograr apoyos para la deuda exterior de España, visita a María Cristina de Borbón, en el exilio por graves acusaciones de corrupción, y también a Narváez, principal figura del partido moderado. En 1841 obtuvo, en sociedad con José Safont, la contrata de la renta estancada de la sal durante cinco años.
Aunque el negocio ferroviario en España en el siglo XIX estuvo en manos de compañías inglesas y francesas y en torno a sus concesiones mineras, Salamanca fue un destacado inversor español en este sector. En 1844 entró en el proyecto del ferrocarril a Alicante, destinado a conectar Madrid con un puerto del mediterráneo, y cuya primera etapa fue el ferrocarril de Madrid-Aranjuez. En 1845 obtuvo el acta de diputado por Alicante y para sí los derechos del ferrocarril, por lo que constituyó la Sociedad del Camino de Hierro de Madrid a Aranjuez con un capital de 45 millones de reales, entre cuyos accionistas se encontraban notables inversores como Nazario Carriquiri, Gaspar Remisa, los contratistas ingleses del ferrocarril y el conde de Retamoso, tío de Isabel II. Comienza la construcción de su palacio en el paseo de Recoletos, contiguo al desaparecido palacio de María Cristina y el duque de Riánsares, el palacio Remisa. El encargado de su construcción fue el arquitecto Narciso Pascual y Colomer, autor del edificio del Congreso de los Diputados, que también construyó una finca para Salamanca en Aranjuez.
En 1844 obtiene la autorización de González Bravo para la creación del Banco de Isabel II junto a notables inversores y políticos, terminando con el monopolio del banco de emisión del Banco de San Fernando con un capital de 100 millones de reales. Durante la corta vida de este banco su actividad consistió en la arriesgada financiación de compras y ventas a corto plazo en el estrecho mercado de valores de la época por Salamanca y sus socios a nombre propio o mediante testaferros, con la garantía de sus propios títulos y de la deuda pública. Gracias a la complicidad con la clase política y financiera, Salamanca compró  un lote de 71 cuadros a la duquesa de San Fernando de Quiroga, María Luisa de Borbón y Vallabriga, utilizando para pagar un talón del Banco de Isabel II por 1 millón de reales. Ante la burbuja bursátil que los propios especuladores habían creado, Salamanca toma posiciones cortas y comienzan las ventas de los títulos en la Bolsa de Madrid en un momento en el que la gran inestabilidad política alimentó el pánico. Salamanca se embolsó cerca de 30 millones de reales en un solo día. El marqués de Riánsares y el general Narváez recibieron dos millones cada uno.

Donde más se ha faltado a la ley es en los caminos que se han concedido al señor Salamanca, y la razón es porque dicho señor está asociado a un hombre poderoso que tiene demasiada y fatal influencia sobre éste.
General Manuel Gutiérrez de la Concha, marqués del Duero (progresista), en el Senado, refiriéndose a la amistad de Salamanca con el duque de Riánsares, padrastro de Isabel II.

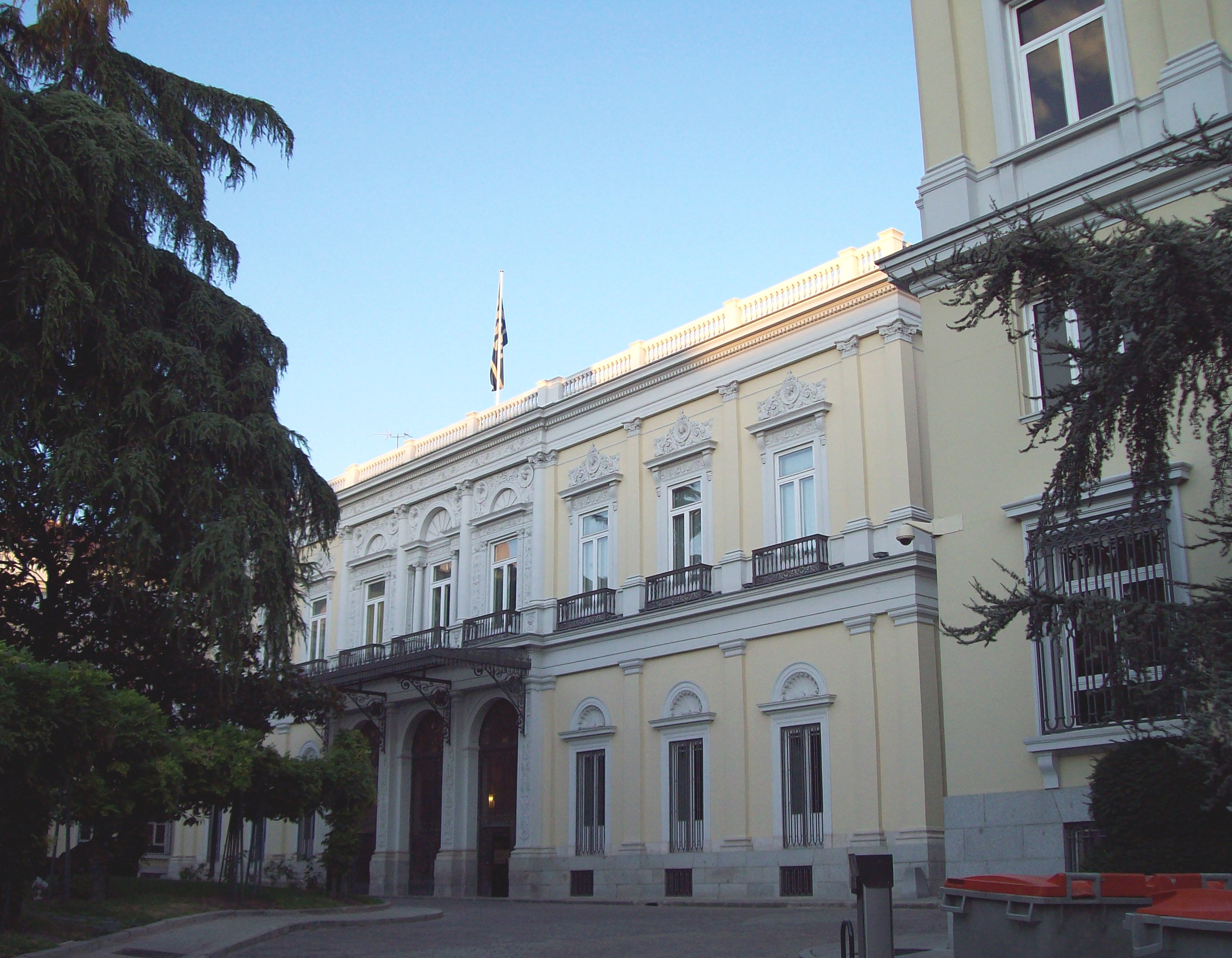
Palacio del Marqués de Salamanca en Madrid (1846-1855).

En 1847, tres años después de su fundación, el Banco de Isabel II fue fusionado con el Banco de San Fernando con Salamanca en funciones de ministro de Hacienda, nombrado por Joaquín Pacheco. Tras la dimisión de éste en octubre del mismo año, Salamanca pasa a ejercer de facto la presidencia del gobierno. La irrupción de Narváez en el Consejo de Ministros de Florencio García Goyena supone su destitución y posteriores acusaciones de haberse servido de decretos para favorecer, no solamente las inversiones de sus socios, sino de las suyas propias. Por este motivo se exilia en París, donde permaneció dieciséis meses hasta la amnistía de 1849 concedida por el propio Narváez.

(...) Es muy salao, y aunque me ha hecho rabiar mucho, soy flaco, le quiero... pero no se lo diga usted, porque enseguida me viene a proponer un negocio en el que vamos a dar a España muchos millones.
General Narváez.

A su regreso rehízo su fortuna terminando en 1851 el ferrocarril de Aranjuez, del que era socio mayoritario junto a miembros de la realeza, José Buschental e inversores ingleses. La inauguración del primer ferrocarril madrileño fue un evento multitudinario y en 1852 Salamanca vendió por 15 millones de pesetas el ferrocarril al Estado y a la vez que se hizo arrendatario de la línea para poder financiar la línea Aranjuez-Almansa (1852). Además, se hizo con el tramo Almansa-Alicante, que contaba con una importante subvención, junto a Rothschild y al duque de Morny en representación de Compagnie du Chemin de Fer du Centre . Además, Salamanca participó como consejero o adjudicatario en las concesiones de las líneas Madrid-Irún, Málaga-Almodóvar o Gijón-Oviedo, Albacete-Cartagena (1859) convirtiéndose en el mayor beneficiario de ayudas públicas al impulso del ferrocarril en España. En 1949, para conmemorar el primer centenario del ferrocarril en España se rodó la película El marqués de Salamanca en conmemoración del ferrocarril de Aranjuez, tercera línea férrea de España en antigüedad en su época.
Sin embargo, la Vicalvarada de 1854 que supuso el inicio del bienio progresista y durante cuyos disturbios se prendió fuego al palacio de Salamanca, dio lugar a un segundo exilio en París:

Ha existido hasta el célebre 28 de junio (de 1854) una sociedad en comandita para la explotación de todos los agios, de todos los negocios que el país había de pagar con su sangre. Capitaneábala Cristina y su gerente Salamanca, monstruo de inmoralidad; era, como el vulgo suele decir, su testaferro. Presentarse al negocio de los ferrocarriles en la España comercial y abalanzarse a todos la comandita como manada de lobos hambrientos, fue cosa que a nadie admiró, porque no era de admirar.
Periódico La Ilustración, 24 de julio de 1854, durante el Bienio Progresista y estando exiliado Salamanca

Rehízo sus relaciones con Narváez, quien llegaría a ser, junto a Fernando Muñoz (duque de Riánsares y marido de la reina regente), su socio por excelencia en multitud de inversiones. Las condiciones de sus concesiones y derechos ferroviarios se vieron recortadas en su contra y en 1856 promovió la fundación de MZA que agrupaba las líneas de Madrid a Alicante y de Madrid a Zaragoza, vendiendo la línea Madrid-Almansa y su participación mayoritaria en la Almansa-Alicante a Rothschild, obteniendo unas importantes plusvalías y formando parte del consejo de administración de MZA. En el ámbito europeo participó en los proyectos ferroviarios en Nápoles, Estados Pontificio y Francia. 

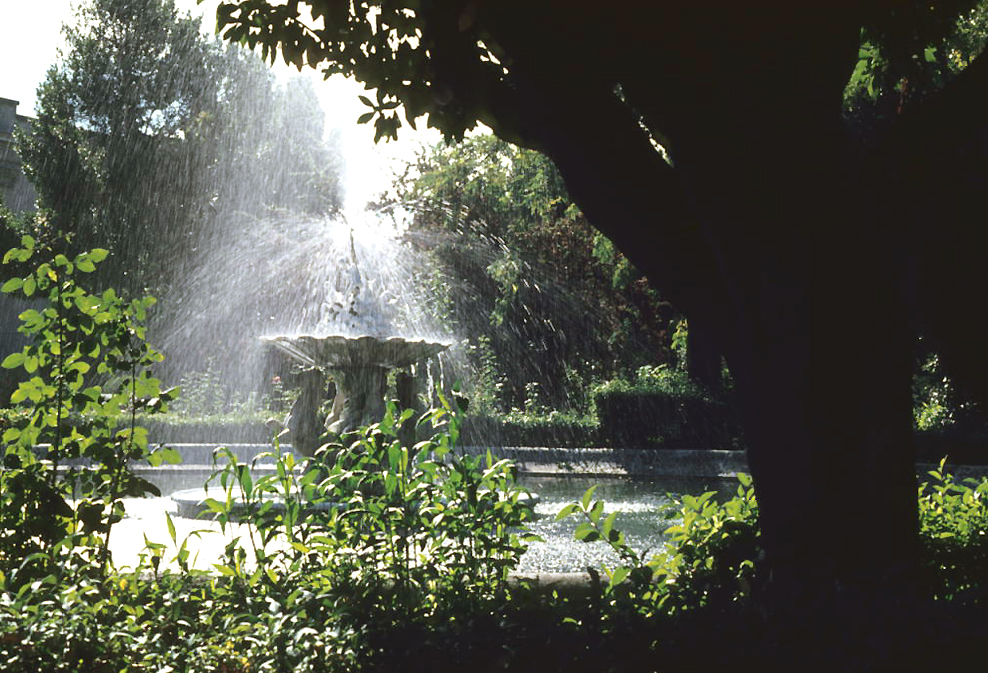
Palacio de Vista Alegre, comprado en 1859 a la infanta Luisa Fernanda (foto de 1975)

En 1859 compra a la Infanta Luisa Fernanda la Real Posesión de Vista Alegre, con sus dependencias, palacio por terminar y sus jardines, añadiendo a la finca además una dehesa. Ésta estaba en los Carabancheles, rodeada de las fincas de recreo de la aristocracia, como la de la condesa viuda de Montijo. En 1863 obtiene el título de marqués de Salamanca y en 1864 el de conde de los Llanos, con Grandeza de España. También en 1863 solicita permiso para urbanizar 14 manzanas en el ensanche noreste de Madrid, conocido como barrio de Salamanca. En 1864 participa también en el negocio inmobiliario del ensanche de San Sebastián.

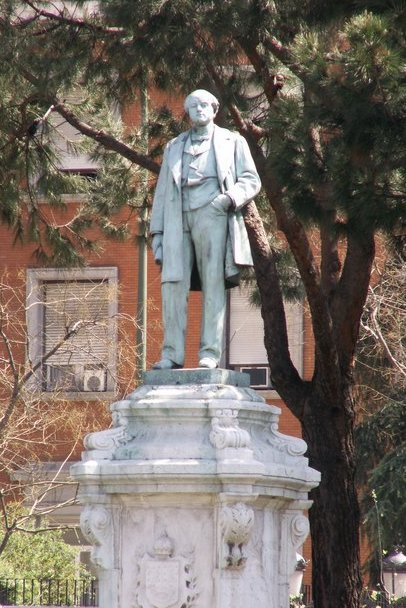
Estatua del marqués de Salamanca en la plaza homónima, en Madrid.

En 1860 funda la Companhia Real dos Caminhos de Ferro Portugueses (Compañía Real de los Ferrocarriles Portugueses). Además, invirtió también en Estados Unidos en la Atlantic and Great Western Railroad  (más tarde Eirie Railroad ). En 1862 se inauguró la Salamanca Station  en Salamanca en el Estado de Nueva York, población que cambió de nombre en su honor.
De 1863 a 1868 fue senador vitalicio. Durante la crisis de 1866, que en España afectó principalmente al ferrocarril y a la banca, los negocios de Salamanca no dan los rendimientos esperados y los acreedores solicitan el cobro de sus vencimientos; la crisis final del reinado de Isabel II le deja sin influencias para resolver sus asuntos económicos. En 1867 procede a la subasta en París de gran parte de su patrimonio mueble compuesto por más de 200 pinturas, obras de arte y suntuoso mobiliario. En la colección de Salamanca se encontraban 19 cuadros pintados por Velázquez, además de Goya, escuela flamenca, holandesa e italiana. Éstas habían sido adquiridas aprovechando las ventas de las colecciones de aristócratas como las del marqués de Leganés o el infante Luis de Borbón. A modo de ejemplo, en la actualidad La Purificación del Templo de El Greco se expone actualmente en la Galería Nacional de Arte de Washington. En 1869 siguió realizando ventas, esta vez en Sotheby's, que fueron adquiridas por el British Museum, con numerosas piezas de José de Madrazo.
Además de los palacios de Recoletos y Carabanchel la fortuna de Salamanca comprendió el palacio Buena Esperanza en Carabanchel Alto, otro en Aranjuez, una dehesa de caza en Los Llanos que fue finalmente comprada por la familia Larios, el palacio de Mitra en Lisboa, un hôtel la rue Victoire n.º 50 de París y otro alquilado en Roma.

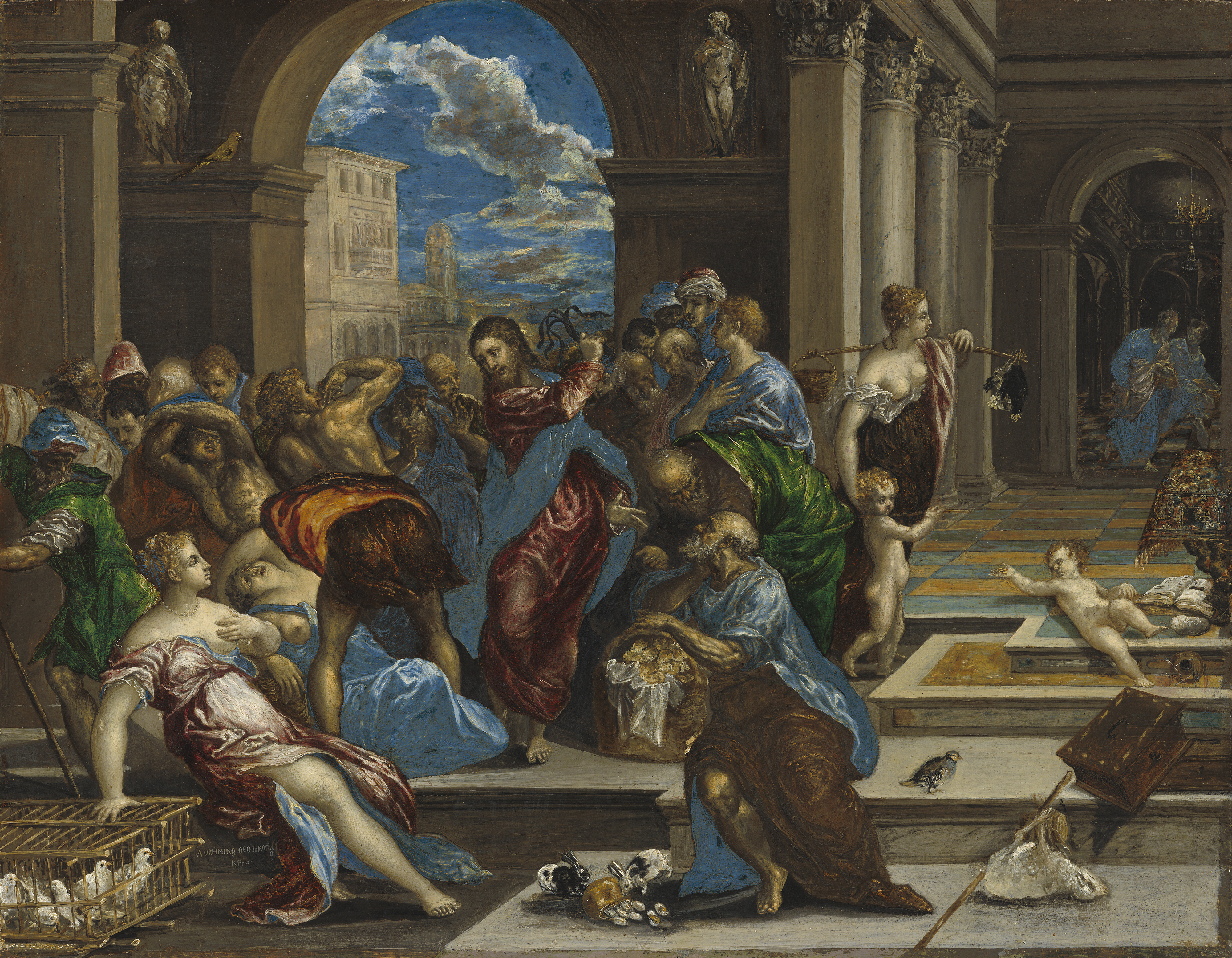
La Purificación del Templo, pintado por El Greco en Venecia antes de su viaje a España. Fue propiedad del marqués de Salamanca hasta su subasta en París en 1867. Galería Nacional de Arte de Washington.

De 1871 a 1881 mantuvo su influencia política con los cargos de senador por las provincias de Alicante, Albacete, Lérida y León.
En 1875, en la Restauración, fue nombrado presidente del patronato de la Fundación Santa Rita, iniciativa de Francisco Lastres y Juiz que reunió a importantes personalidades de la política, que daría lugar a la construcción en 1889 de la Escuela de Reforma Santa Rita en Carabanchel para niños y jóvenes en riesgo social en los terrenos cedidos por Carlos Jiménez Gotall. En 1876 vende el palacio del Marqués de Salamanca al Banco Hipotecario de España. En 1879 creó la sociedad Sociedad Canal del Duero obteniendo los derechos de construcción del canal del Duero de 32 km para el regadío y abastecimiento de agua a la población de Valladolid, que se inauguró en 1886.
Falleció en 1883 en su finca de Vista Alegre, endeudado por valor de seis millones de reales. A lo largo de una vida de lujo y sibaritismo, José de Salamanca había sido revolucionario, abogado, conspirador, juez, banquero, contratista de obras, empresario de teatros, director de empresas, inversor en el ferrocarril, la agricultura y ganadería, ministro, senador, diputado, marqués, conde y grande de España.
Existen actualmente calles dedicadas al marqués de Salamanca en Málaga (barrio del Molinillo), Albacete, Alicante, Talayuela, Navalmoral de la Mata, Torremolinos, Monóvar y Castellón de la Plana. En San Sebastián se encuentra el paseo Salamanca, popularmente conocido como paseo Nuevo. En Madrid, además del Barrio de Salamanca ha dado nombre a la plaza del Marqués de Salamanca. En los Estados Unidos de América, en el estado de Nueva York, el pueblo de Salamanca cambió su nombre en honor a las generosas donaciones a la comunidad indígena de indios Seneca.